# Kardámyla
Le dème de Kardámyla, en grec moderne : Δήμος Καρδαμύλων / Dímos Kardamýlon, est un village et un  ancien dème sur l'île de Chios, en Égée-Septentrionale, Grèce. Depuis 2010, il est fusionné au sein du dème de Chios.
Selon le recensement de 2011, la population du village compte 710 habitants tandis que celle du dème s'élève à 2 234 habitants.